# Тітіла (вулкан)
Тітіла - невеликий базальтовий щитовий вулкана північний захід від озера Глибоке, на захід від гребня центрального Серединного хребта біля витоків річки Друга Рассошина на Камчатці. Абсолютна висота - 1559 метрів.  Є невеликим щитовим вулканом ісландського типу з пологим лавовим конусом. Неподалік вулкана знаходяться ще кілька вулканів: Леутонгей, Гірський Інститут .
Вулкан почав формуватися в пізньому плейстоцені і був активний 10-8 і 3-2,5 тис. років тому. Потоки лави виливалися з двох кратерів на вершині, а на його південному боці видніються шлакові конуси. Тітіла перекривається на захід з іншим невеликим щитовим вулканом, Рассошиною, разом з іншими об’єктами лавового поля Седанка на півдні. Останнє відоме виверження відбулося близько 2500 років тому.